# Cuphea linifolia
Cuphea linifolia är en fackelblomsväxtart som först beskrevs av A. St.-hil., och fick sitt nu gällande namn av Emil Bernhard Koehne. Cuphea linifolia ingår i släktet blossblommor, och familjen fackelblomsväxter. Inga underarter finns listade i Catalogue of Life.